# Su-25M1 (航空機)
Su-25M1 / Су-25М1
- 用途：攻撃機
- 製造者：ザポリージャ航空機修理工場（ウクライナ語版）
- 運用者： ウクライナ（ウクライナ空軍）
- 運用開始：2010年
- 運用状況：現役
- 原型機：Su-25

Su-25M1（ウクライナ語: Су-25М1）は、ソビエト連邦のスホーイ設計局が開発したSu-25を、ウクライナのザポリージャ航空機修理工場が近代化改修した攻撃機。

## 概要
2008年にSu-25の近代化改修計画の可能性がザポリージャ航空機修理工場によって言及され、2010年3月4日付国防大臣令No.104によって近代化改修計画が正式に決定された。
Su-25の近代化改修には、ザポリージャ航空機修理工場を中心にアーセナル、オリゾン・ナビゲーション、ノヴァトール、ルーチ設計局、ラジオニクス、イスクラ科学技術複合体、イジューム機器製造工場、オデッサ航空機工場などが参画した。
近代化改修機は、2010年に単座型のSu-25M1 2機と複座型のSu-25UBM1 1機がウクライナ空軍に引き渡され、第299戦術航空旅団に配備された。2011年に2機のSu-25M1、2012年に3機のSu-25M1がウクライナ空軍に引き渡されている。
2014年にはSu-25M1 3機とSu-25UBM1 1機が引き渡されているが、ウクライナ紛争でSu-25M1 1機が親ロシア派武装勢力の攻撃で撃墜されている。
Su-25のさらなる近代化改修型として2015年にSu-25M1KとSu-25UBM1Kが発表され、2018年から引き渡しが開始された。

## 機体
Su-25からの改修にあたり、コスト低減のため機体構造およびエンジンには手を付けず、アビオニクス関係をほぼすべて交換している。これにより、有視界外であっても、既知目標なら高度6,000mから30 - 50mの誤差で攻撃が可能となり、Su-25より30パーセント攻撃精度が向上している。

## 派生型
Su-25M1
Su-25の近代化改修型。
Su-25UBM1
Su-25UBの近代化改修型。
Su-25M1K
Su-25M1のKUV26-50-01赤外線妨害装置装備型。
Su-25UBM1K
Su-25UBM1のKUV26-50-01赤外線妨害装置装備型。

## 運用国
ウクライナ
- ウクライナ空軍